# Stöppach (Kirchensittenbach)
Stöppach ist ein Gemeindeteil der Gemeinde Kirchensittenbach im Landkreis Nürnberger Land (Mittelfranken, Bayern). Stöppach liegt in der Gemarkung Treuf.

## Geografie
Das Dorf liegt auf dem Hochplateau der Hersbrucker Alb und befindet sich etwa eineinhalb Kilometer nordöstlich des Ortszentrums von Kirchensittenbach.

## Geschichte
Durch die zu Beginn des 19. Jahrhunderts im Königreich Bayern durchgeführten Verwaltungsreformen wurde Stöppach mit dem zweiten Gemeindeedikt zum Bestandteil der Ruralgemeinde Treuf. Im Rahmen der Gebietsreform in Bayern wurde die Gemeinde Treuf am 1. Januar 1972 aufgelöst und Stöppach der Gemeinde Kirchensittenbach zugeordnet.